# Clan Munakata

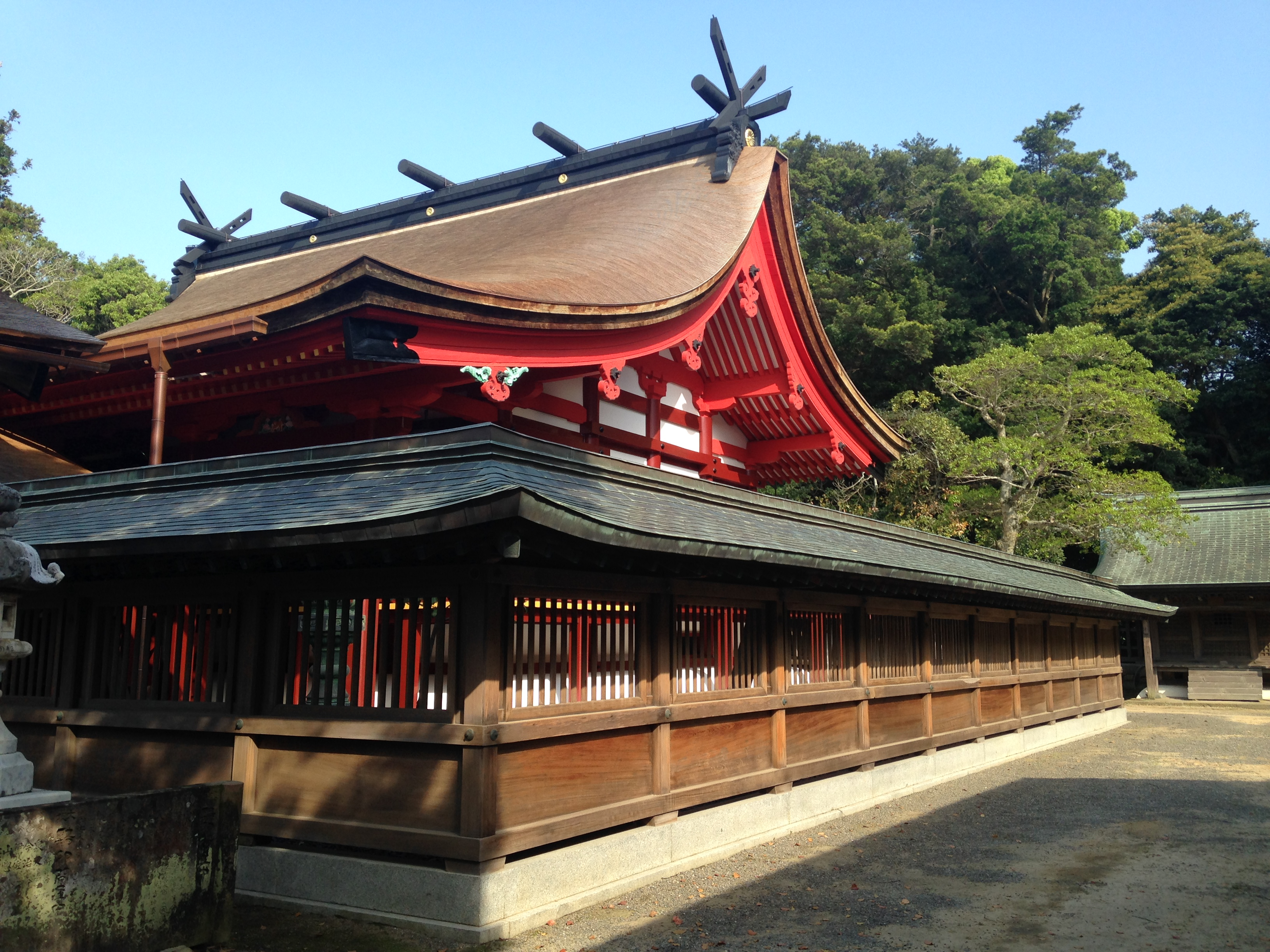
Munakata Taisha, le sanctuaire ancestral du clan Munakata

Le clan Munakata est un clan japonais qui dirige Munakata Taisha. Ils avaient des compétences avancées en navigation. On dit qu'ils ont les mêmes origines que le clan Izumo mais s'occupait des filles de Susanoo.
Ils sont enterrés dans le groupe de tombes en tumulus de Shimbaru-Nuyama (ja),.
Le clan entretenait des liens étroits avec la famille impériale, s'engageant dans des mariages mixtes pour établir des alliances à travers tout l'Asie. Malgré l'arrêt des missions diplomatiques du Japon en Chine, le clan Munakata a maintenu ses échanges commerciaux avec ses partenaires continentaux, affirmant son contrôle sur le commerce maritime et les droits maritimes.
Désormais, seuls des prêtres de sanctuaire vivent sur Okinoshima, une île avec un grand autel de pierre. De 1954 à 1972, des recherches sur l'île ont permis de trouver des cérémonies anciennes et des objets dans des roches, datant du quatrième au neuvième siècle. Ces découvertes ont aidé à comprendre les rituels et le culte shintoïstes primitifs.
Les archéologues de l'île ont découvert plus de 100 000 artefacts provenant du Japon et de pays comme la Chine, la Corée et l'Iran. Beaucoup sont des trésors nationaux ou des biens culturels importants. Il existe des règles interdisant de parler d’Okinoshima ou d’en retirer quoi que ce soit.

## Origines
Les origines du clan ne sont pas claires. Certaines sources disent qu'ils descendent du traditionnel Kuni no miyatsuko de la région d'origine commune avec le clan Izumo, et d'autres disent qu'ils sont une branche cadette de la famille impériale.
Takiribime est décrite comme épousant Ōkuninushi, ce qui les relie au clan Izumo dans le mythe.
S'ils étaient à l'origine Kuni no miyatsuko et ont assumé un rôle sacerdotal à Munakata Taisha, ils partagent cette histoire avec le clan Aso d'Aso-jinja, le clan Owari d'Atsuta-jingū, le clan Izumo d'Izumo-taisha, le clan Amabé du Kono-jinja, et le clan Yamato d'Ōyamato-jinja.
La confusion est peut-être due à un métissage précoce entre eux et la maison impériale.

## Voir également
- Clan Yamato
- Clan Izumo
- Clan Aso
- Clan Owari
- Clan Tsumori
- Clan Amabé
- Clan Tanba
- Clan Urabe
- Clan Sarumé
- Kii no Kuni no Miyatsuko
- Clan Yagi